# Applied Optics
Applied Optics — рецензируемый научный журнал, публикуемый Оптическим обществом 3 раза в месяц. Основан в 1962 году при участии Джона Н. Ховарда в качестве главного редактора. Журнал охватывает все аспекты оптики, фотоники, визуализации и зондирования. По данным журнала цитирования журнала, в 2018 году импакт-фактор равнялся 1,791.